# Sandro (football, 1983)
Pour les articles homonymes, voir Mendonça et Sandro.
Sandro (né le 1er octobre 1983 au Brésil), de son nom complet Sandro da Silva Mendonça, est un footballeur brésilien. 
Il joue pour Sivasspor au poste de milieu de terrain.

## Palmarès
- Championnat de Malaisie
  - Champion: 2015
- Coupe de la Fédération de Malaisie
  - Vainqueur: 2017
- Coupe de Malaisie
  - Vainqueur: 2016
- Supercoupe de Malaisie
  - Vainqueur: 2017